# Fan (rzeka)
Fan (t. Fani) – rzeka w północnej Albanii, największy dopływ Matu w zlewisku Morza Adriatyckiego. Długość - 15 km, powierzchnia zlewni - 1076 km². 
Fan powstaje z połączenia rzek Fan i Vogël i Fan i Madh, spływających z gór północnej Albanii. Uchodzi do rzeki Mat 25 km przed jej ujściem do morza. 
Fan odznacza się wielkimi wahaniami przepływu. Najwyższy zanotowany przepływ w grudniu 1969 wyniósł 220 m³/s, podczas gdy w sierpniu 1969 wynosił 5,19 m³/s. Najwyższe stany wody występują zimą. Fan często wylewa - ostatnio w 2002. 